# 高橋裕子 (美術史)
高橋 裕子（たかはし ひろこ、1949年6月29日- ）は、日本の西洋美術研究者、学習院大学名誉教授。専攻は英国美術史。

## 来歴
東京都生まれ。1972年、上智大学文学部史学科卒業。1981年、東京大学大学院人文科学研究科博士課程中退。千葉工業大学教授を経て、1998年より学習院大学文学部教授。2020年定年となり名誉教授。1999年、『イギリス美術』でサントリー学芸賞受賞。

## 著書
- 『世紀末の赤毛連盟 象徴としての髪』岩波書店 1996
- 『イギリス美術』岩波新書 1998
- 『西洋美術のことば案内』小学館 2008
- 『西洋絵画の歴史 2 バロック・ロココの革新』小学館101ビジュアル新書 2016、高階秀爾監修

### 共編著
- 『ロココの魅力 感覚のよろこびと美へのたわむれ』大野芳材 同朋舎出版（グレート・アーティスト別冊）1991
- 『名画への旅 第14巻 市民たちの画廊 17世紀4』高橋達史共責任編集 講談社, 1992.11
- 『ヴィクトリア朝万華鏡』高橋達史共著、新潮社, 1993.11
- 『名画への旅 第13巻　豊かなるフランドル 17世紀3』高橋達史共責任編集 講談社, 1993.2
- 『名画への旅 第12巻  絵の中の時間 17世紀2』高橋達史共責任編集 講談社, 1994.1

### 翻訳
- ジェイムズ・ホール『西洋美術解読事典 絵画・彫刻における主題と象徴』河出書房新社, 1988.5、新版2021
高階秀爾監修, 高橋達史,太田泰人,西野嘉章, 沼辺信一, 諸川春樹, 浦上雅司,越川倫明共訳.
- スーザン・ウッドフォード『ケンブリッジ西洋美術の流れ 8 絵画の見方』岩波書店 1989
- ウジェーヌ・フロマンタン『オランダ・ベルギー絵画紀行 昔日の巨匠たち』岩波文庫（上下） 1992
- ケネス・クラーク『ロンドンナショナルギャラリーの名画から 比べて見る100のディテイル』ほるぷ総連合・ほるぷ教育開発研究所 1995
- エリカ・ラングミュア『ナショナル・ギャラリー・ガイド ロンドン国立美術館への招待』同朋舎出版 1996
- コリン・セント・ジョン・ウィルソン『新・大英図書館設計から完成まで』山根佳奈共訳 ミュージアム図書 1999
- クリスティン・ローゼ・ベルキン『リュベンス　岩波世界の美術』岩波書店 2003
- エリカ・ラングミュア『静物画』八坂書房 2004
- エリカ・ラングミュア『ナショナル・ギャラリー・コンパニオン・ガイド』ミュージアム図書 2004
- エリザベス・ジェイムズ『図説『チャールズ・ディケンズ』ミュージアム図書 2006
- エリカ・ラングミュア『「子供」の図像学』東洋書林 2008